# Philip Effiong
Philip Effiong (18 november 1925 – 6 november 2003) was de eerste vicepresident van Biafra en de tweede en tevens laatste president van dat land tijdens de Biafra-oorlog, die woedde van 1967 tot en met 1970. Effiong werd op 18 november 1925 geboren in Nigeria, dat toen nog een Britse kolonie was. Vanaf 1945 was hij in dienst in het Nigeriaanse leger.
Tegen het einde van de Biafra-oorlog vluchtte president Ojukwu naar Ivoorkust. Vicepresident Effiong nam op 10 januari 1972 het presidentschap van Biafra op zich. Twee dagen later kondigde hij de overgave van Biafra aan. Effiong zag dat de situatie hopeloos was en dat als de oorlog langer zou duren, het land verder zou worden vernietigd en het volk verder zou verhongeren.
Effiong overleed in november 2003.